# Batura II
Batura II, también conocido como Hunza Kunji o Peak 31, es un pico de 7762 m en Batura Muztagh, que es la subcordillera más occidental del Karakoram. Fue ascendido por primera vez en 2008 por un dúo surcoreano del Club Alpino de la Universidad de Seúl formado por Kim Chang-ho y Choi Suk-mun.

## Ubicación
El Batura II se encuentra en Batura Muztagh, que forma parte de la cordillera Karakoram, al oeste del río Hunza. El río se curva alrededor de los lados suroeste, oeste y noroeste del Batura Muztagh.  El Batura Sar se encuentra al este, y junto con el Batura III, Batura IV y otros picos más bajos, forman parte del Muro de Batura.

## Primer ascenso
La montaña fue ascendida por primera vez el 11 de agosto de 2008 por Kim Chang-ho y Choi Suk-mun.